# Дьюла Карачоньї
Дьюла Карачоньї (угор. Karácsonyi Gyula, нар. 1915 — пом.?) — угорський футболіст, що грав на позиції нападника. Відомий також як Дьюла Кречмарік і Дьюла Коліні. 
Виступав у складі «Ференцвароша» із Будапешта, у складі якого за два сезони зіграв 5 матчів і забив 2 м'ячі у чемпіонаті країни, а також 5 матчів і 1 гол у товариських матчах. Срібний і бронзовий призер чемпіонату Угорщини. 
У складі аматорської збірної Угорщини учасник Олімпійських ігор 1936 року, представляючи «Ференцварош». Був у заявці команди, але на поле не виходив. 
У вищому угорському дивізіоні також грав у складі столичних команд «Тереквеш» і «Шорокшар».

## Досягнення
- Срібний призер чемпіонату Угорщини: 1937
- Бронзовий призер чемпіонату Угорщини: 1936